# FC La Chaux-de-Fonds
Der FC La Chaux-de-Fonds ist ein Schweizer Fussballclub aus La Chaux-de-Fonds im Kanton Neuenburg. Der Verein spielt in der 1. Liga, der vierthöchsten Schweizer Spielklasse der Schweiz. Das Stade de la Charrière bietet Platz für 12'700 Zuschauer, davon 2'600 Sitzplätze. Die Clubfarben sind blau und gelb.
Die erfolgreichste Epoche des Clubs war von Ende der 1940er bis Mitte der 1960er Jahre. In diesem Zeitraum wurde der Club dreimal Schweizer Meister und sechsmal Cupsieger.

## Geschichte

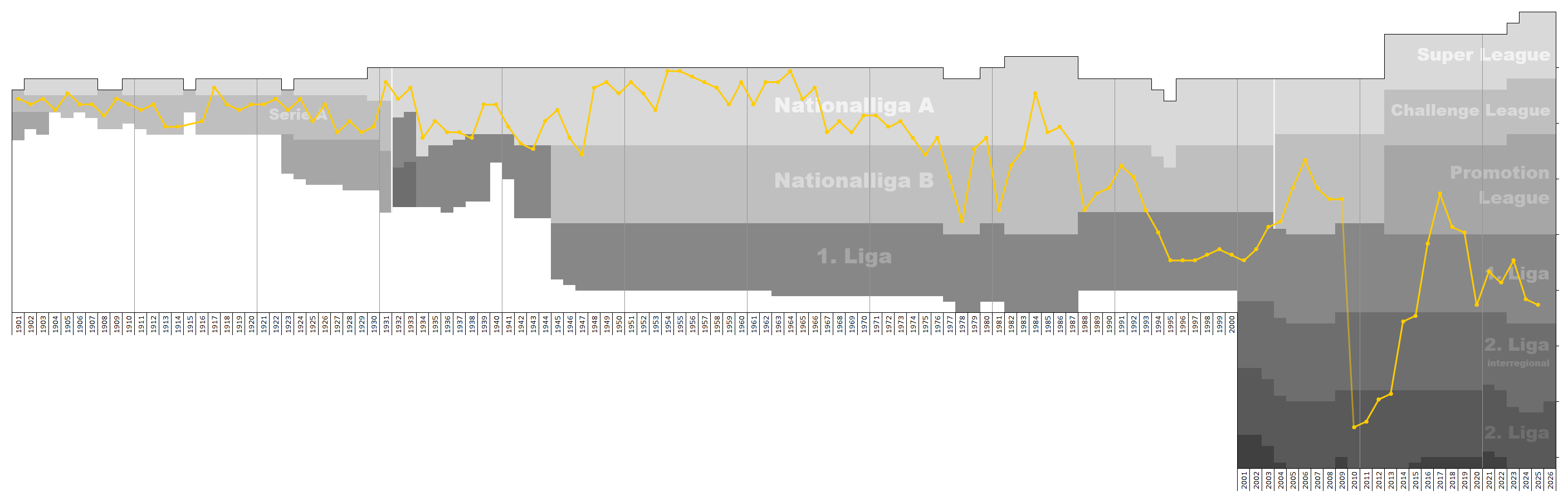
Platzierungen des FC La Chaux-de-Fonds im Schweizer Ligasystem

Der FC La Chaux-de-Fonds wurde am 4. Juli 1894 gegründet und trat im Jahr 1900 als 13. Verein dem Schweizerischen Fussballverband bei. Der Club war zunächst eine Unterabteilung der örtlichen CVJM-Sektion, doch die Wege trennten sich 1904. Nach der Eröffnung des Stade de la Charrière im Jahr 1940 begann das „goldene Zeitalter“. Zwischen 1948 und 1964 gewann der Club sechsmal den Schweizer Cup und wurde dreimal Schweizer Meister. In den Jahren 1954 und 1955 gelang sogar das Double. An diese Erfolge konnte der Club danach nicht mehr anknüpfen: 1987 stieg der FC La Chaux-de-Fonds in die damalige Nationalliga B ab, 1993 in die 1. Liga (oberste Amateurklasse). 2003 gelang der Wiederaufstieg in die neu entstandene zweitklassige Challenge League.
2009 erhielt der Verein dort keine Lizenz mehr, er wurde in die sechstklassige 2. Liga relegiert. In dieser blieb er bis zur Saison 2012/13, in der er Meister der Regionalgruppe des Verbandes ANF wurde und in die fünftklassige 2. Liga interregional aufstieg. Damit ließ man auch den Rivalen Étoile-Sporting La Chaux-de-Fonds wieder hinter sich, der 2011/12 in der 2. Liga interregional gespielt hatte, mittlerweile aber wieder in der 2. Liga angekommenen war und damit 2012/13 sogar mit dem FC in einer Liga gespielt hatte. Den Rivalen fertigte der Football Club dabei im Hinspiel mit 5:0 ab. Nach dem Aufstieg hatte die Mannschaft 2013/14 in Gruppe 2 der 2. Liga interregional umgehend auch gute Aussichten auf die viertklassige 1. Liga und war zeitweise, an 10 von 26 Spieltagen, an der Tabellenspitze, was den Aufstieg bedeutet hätte. Am Ende lag der FC La Chaux-de-Fonds mit 53 Punkten auf dem zweiten Platz sechs Punkte hinter der U-21-Mannschaft von Team Vaud.
In der Saison 2015/16 gelang es als 1. Liga-Meister in die Promotion League aufzusteigen.

## Trainer
- Willy Kernen (1962–1963)

## Spieler
- Louis Würsten (1910–13), Nationalspieler
- Raoul Stauss (ca. 1910+), Nationalspieler
- Josef Ochsner (ca. 1910+), Nationalspieler
- Marius Hiller (1911–12), deutscher und argentinischer Nationalspieler
- Fritz Wagner (1932–1936, 1939–1940)
- Charles Antenen (1944–1952, 1953–1965)
- Willy Kernen (1945–1962)
- Marcel Mauron (1951–1958, 1964–1965)
- Olivier Eggimann (1953–1956)
- Gilbert Fesselet (1953–1957)
- Philippe Pottier (1956–1961)
- Henri Skiba (1963–1965), Spielertrainer,
- Sid-Ahmed Bouziane (2004–2007)

## Erfolge
- 3× Schweizer Meister (1954, 1955, 1964)
- 6× Schweizer-Cup-Sieger (1948, 1951, 1954, 1955, 1957, 1961)

## Ewige Tabelle
Der FC La Chaux-de-Fonds liegt derzeit auf dem 12. Rang der ewigen Tabelle der Super League.